# Forrest Shermanklasse
De 18 torpedobootjagers van de Forest Shermanklasse waren de eerste torpedobootjagers die na de Tweede Wereldoorlog voor de Amerikaanse marine werden gebouwd. De schepen hadden meer vuurkracht achter op het schip dan voorop. USS Hull (DD-945) en latere schepen werden uitgerust met B&W Bailey Meter Company's nieuwe automatische ketelverbrandingssysteem en een aangepast orkaanboeg/anker opstelling. Deze schepen staan soms te boek als schepen van de Hullklasse.
De hedgehogs en de 76 mm kanonnen werden allemaal verwijderd tijdens de jaren 60 en 70. Daarnaast werden de vier 53,3 cm torpedobuizen vervangen door zes 32,4 cm torpedobuizen.
Acht schepen uit de klasse werden gemoderniseerd om hun onderzeebootbestreidings capaciteiten te verbeteren. Deze schepen werden uitgerust met een achtcels ASROC lanceerinrichting en een variabele dieptesonar in plaats van een 12,7 cm kanon.
Nog vier schepen, de John Paul Jones, Parsons, Decatur en Somers, werden omgebouwd tot kruisraket torpedobootjagers.
Als testplatform kreeg de Hull het 8 inch lichtgewichtkanon van 1975 tot 1978, toen het programma werd afgeblazen en het 5 inch kanon werd teruggeplaatst.

## Mitscherfregatten
Vier rompen van de Forrest Shermanklasse werden afgebouwd als fregatten van de Mitscherklasse, met classificatie DL (destroyer leader):
- USS Mitscher
- USS John S. McCain
- USS Willis A. Lee
- USS Wilkinson